# Liste der Biografien/Vij
Liste der Biografien |
Portal Biografien |
Personensuche
# |
A |
B |
C |
D |
E |
F |
G |
H |
I |
J |
K |
L |
M |
N |
O |
P |
Q |
R |
S |
T |
U |
V |
W |
X |
Y |
Z |
?
 
Va |
Ve |
Vh |
Vi |
Vj |
Vl |
Vn |
Vo |
Vr |
Vs |
Vt |
Vu |
Vy
 
Via |
Vib |
Vic |
Vid |
Vie |
Vif |
Vig |
Vih |
Vii |
Vij |
Vik |
Vil |
Vim |
Vin |
Vio |
Vip |
Viq |
Vir |
Vis |
Vit |
Viu |
Viv |
Vix |
Viy |
Viz
Die Liste der Biografien führt alle Personen auf, die in der deutschsprachigen Wikipedia einen Artikel haben. Dieses ist eine Teilliste mit 18 Einträgen von Personen, deren Namen mit den Buchstaben „Vij“ beginnt.

## Vij
- Vij, Sourabh (* 1987), indischer Kugelstoßer

### Vija
- Vijandi, Iñaki (* 1961), spanischer Radrennfahrer
- Vijay (* 1974), tamilischer SchauspielerVijay (* 1974)

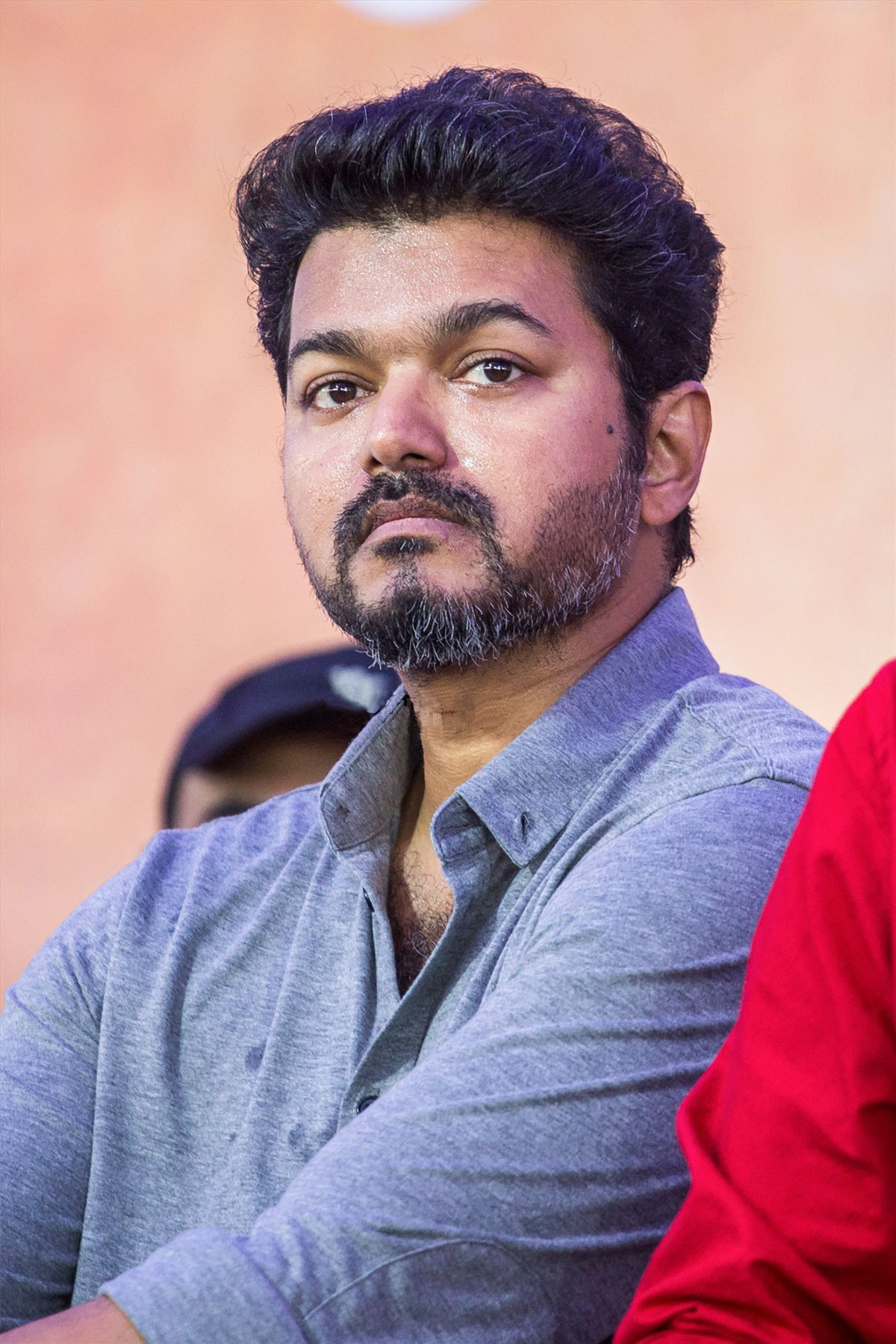
Vijay (* 1974)

- Vijaya († 505 v. Chr.), mythischer Stammvater der Singhalesen und erster König Sri Lankas
- Vijayabahu I. (1039–1110), König von Sri Lanka
- Vijayakumaran, Jana (* 1996), deutsche Schauspielerin
- Vijayalakshmi, S. (* 1979), indische Schachspielerin
- Vijayan, O. V. (1930–2005), indischer Schriftsteller und Karikaturist
- Vijayan, Pinarayi (* 1945), indischer Politiker
- Vijayanath, Prakash (* 1994), südafrikanischer Badmintonspieler
- Vijayaraghavan, T. (1902–1955), indischer Mathematiker
- Vijayvargiya, Gopi Krishna (1905–1984), indischer Politiker, Rajya Sabha-Mitglied, Chief Minister von Madhya Bharat

### Vijg
- Vijgen, Jörgen (* 1974), niederländischer Philosoph

### Viji
- Vijiaratnam, Arumugam (1921–2016), singapurischer Hockey-, Fußball-, Rugby- und Cricketspieler

### Vijl
- Vijlbrief, Jan (1868–1895), niederländischer Maler

### Vijn
- Vijnanabhikshu, indischer Samnyasin

### Vijo
- Vijoli, Aurel (1902–1981), rumänischer Politiker (PMR/PCR)

### Vijv
- Vijver, Jef van de (1915–2005), niederländischer Radrennfahrer